# Agrotis trux
Agrotis trux là một loài bướm đêm trong họ Noctuidae.

## Hình ảnh

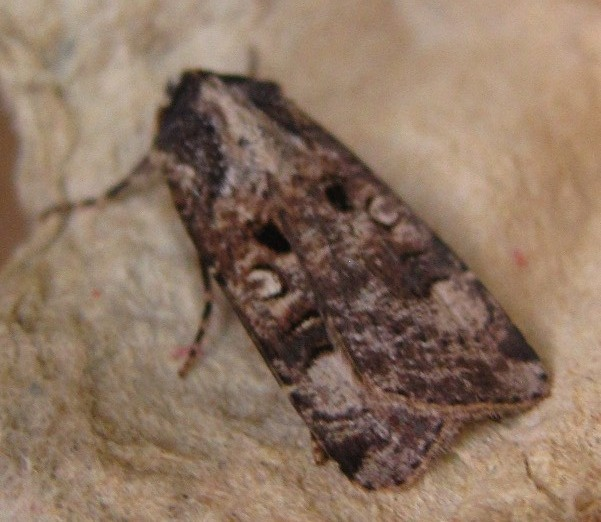
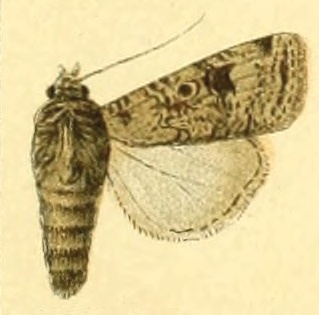
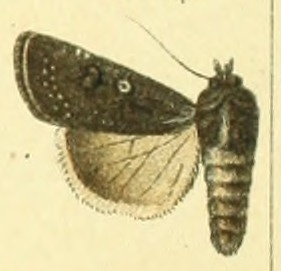
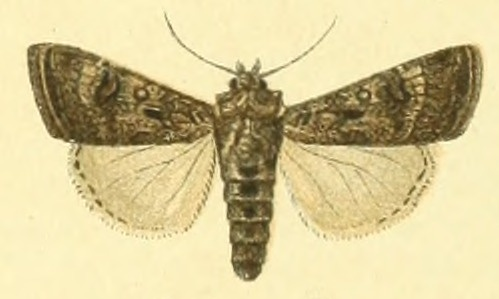